# Jesús (telenovela)
Jesús (título original: Jesus) es una telenovela brasileña producida y emitida por RecordTV desde el 24 de julio de 2018. basada en la vida de Jesús de Nazaret, principal figura del cristianismo. Está protagonizada por Dudu Azevedo como Jesús de Nazaret, Day Mesquita como María Magdalena, Cláudia Mauro como María de Nazaret, y con la participación antagónica de Mayana Moura como Satanás.

## Argumento
Después de recibir el anuncio de que el Hijo de Dios está en camino, María da a luz al elegido y, junto con su esposo José, tratan de criar a Jesús con valores y buenos principios. La profecía del hombre elegido preocupa al rey Herodes, quien persigue a la familia, obligando a María y José a criar a Jesús como un joven común lejos de su misión. Sin embargo, a lo largo de los años, Jesús entiende su papel en el mundo y viaja por los pueblos llevando las enseñanzas de paz e igualdad junto con sus doce apóstoles: Pedro, Mateo, Judas Tadeo, Santiago el Menor, Santiago el Mayor, Natanael, Tomás, Felipe, Simón el Zelote, Juan, Andrés y Judas Iscariote. A ellos se unen María Magdalena, una viuda helenista judía de un romano, convirtiéndose en su fiel discípula.

## Reparto
| Actor/Actriz                          | Personaje                                    |
| ------------------------------------- | -------------------------------------------- |
| Dudu Azevedo                          | Jesús de Nazaret                             |
| Mayana Moura                          | Satanás - Villano principal                  |
| Day Mesquita                          | María Magdalena                              |
| Cláudia Mauro / Juliana Xavier        | María de Nazaret                             |
| Fernando Pavão / Victor Sparapane     | Petronio                                     |
| Marcos Winter / Miguel Roncato        | Herodes Antipas                              |
| Guilherme Winter                      | Judas Iscariote                              |
| André Gonçalves                       | Barrabás                                     |
| Vanessa Gerbelli                      | Herodías                                     |
| Beth Goulart / Victoria Pozzan        | Miriam de Alfeo                              |
| Adriana Garambone                     | Adela Rakh                                   |
| Nicola Siri                           | Poncio Pilato                                |
| Larissa Maciel                        | Cláudia Prócula de Pilato                    |
| Petrônio Gontijo                      | Pedro de Galilea                             |
| Gabriel Gracindo                      | Mateo Evangelista                            |
| Júlia Maggessi                        | Helena Pilato                                |
| Ricky Tavares                         | Judas Tadeo                                  |
| Manuela do Monte                      | Laila                                        |
| Felipe Cunha                          | Jairo                                        |
| Rafael Sardão                         | Simón el Fariseo                             |
| Ana Paula Tabalipa / Camila Mayrink   | Asisa                                        |
| Bárbara Borges                        | Livona Rakh                                  |
| Eucir de Souza / Ronny Kriwat         | Caifás                                       |
| Marcela Muniz                         | Judit                                        |
| Letícia Medina                        | Yoná de Nazaret                              |
| Pierre Baitelli                       | Natanael Bartolomé                           |
| Maitê Padilha                         | Gabriela de Galilea                          |
| Rafael Gevú                           | Juan el Apóstol                              |
| José Victor Pires                     | Santiago hijo de Alfeo (Santiago el Menor)   |
| César Cardadeiro                      | Santiago hijo de Zebedeo (Santiago el Mayor) |
| Gustavo Rodrigues                     | Tomás Dídimo                                 |
| Rodrigo Andrade                       | Simón el Zelote                              |
| Maurício Ribeiro                      | Andrés de Galilea                            |
| Matheus Fagundes                      | Felipe de Betsaida                           |
| Giuseppe Oristanio                    | José de Arimatea                             |
| Dedina Bernardelli                    | Edissa de Arimatea                           |
| Gil Coelho                            | Santiago de Nazaret                          |
| Felipe Roque                          | Cayo                                         |
| Sacha Bali                            | Longino                                      |
| Manuela Llerena                       | Débora de Arimatea                           |
| Valentina Bulc                        | Salomé Agripa                                |
| Ana Lima                              | Juana de Chuza                               |
| Vandré Silveira                       | Lázaro de Betania                            |
| Jéssika Alves                         | María de Betania                             |
| Dani Moreno Trassi                    | Marta de Betania                             |
| Paulo Verlings                        | Matías el Apóstol                            |
| Tadeu Aguiar                          | Chuza                                        |
| Raphael Montagner                     | Hélio                                        |
| Paulo Figueiredo                      | Anás                                         |
| Ernani Moraes / Vitor Novello         | Nicodemo                                     |
| Kika Kalache / Isadora Cecatto        | Sula de Nazaret                              |
| Paulo Lessa                           | Goy                                          |
| Hall Mendes                           | Abel de Chuza                                |
| Eduardo Parlagreco                    | Terencius                                    |
| Flávio Pardal                         | Gestas Rakh                                  |
| Fifo Benicasa                         | Dimas Rakh                                   |
| Barbara Reis                          | Súsana                                       |
| Rafael Awi                            | Judá de Nazaret                              |
| Lara Lazzaretti                       | Eliseba de Nazaret                           |
| André Rosa                            | Simas de Nazaret                             |
| Marcel Giubilei                       | José (hijo) de Nazaret                       |
| Polliana Aleixo                       | Kesiah                                       |
| Claudia Assumpção / Juliana Boller    | Cassandra                                    |
| Guilherme Lopes                       | Efraín                                       |
| Adriano Alves                         | Nemestrino                                   |
| Zeca Richa                            | Almaquio                                     |
| Cacá Ottoni                           | Diana Rakh                                   |
| Daniel Villas                         | Malco de Betesda                             |
| Ana Barroso                           | Sara                                         |
| Ademir Emboava                        | Cornelio                                     |
| Hilton Castro                         | Zaqueo                                       |
| Iano Salomão                          | Juan Bautista de Jerusalém                   |
| Michel Bercovich / Guilherme Dellorto | José de Nazaret                              |
| Raphael Sander                        | Arcángel Gabriel                             |
| Paulo Gorgulho                        | Herodes I el Grande                          |
| Luka Ribeiro                          | Shabaka                                      |
| Roney Villela / Fernando Roncato      | Zebedeo                                      |
| Elisa Romero                          | Temima                                       |
| Dani Bavoso                           | Rebeca                                       |
| Luiz Nicolau                          | Héctor                                       |
| Felipe Cardoso                        | Ami de Betesda                               |
| Juliana Kaz                           | Bina                                         |
| Sérgio Abreu                          | Rafael                                       |
| Mário Breigeira                       | Marcos el Evangelista                        |
| Alexandre Slaviero                    | Herodes Arquelao                             |
| Amanda Grimaldi                       | Noemí                                        |
| Naiumi Goldoni                        | Liba Didimo                                  |
| Paulo César Pereio                    | Simeón - Narrador                            |
| Angelina Muniz                        | Yarin la samaritana                          |
| Daniel Blanco                         | Alfeo                                        |
| Talita Castro                         | Ana de Nazaret                               |
| Maurício Mattar                       | Joaquín de Nazaret                           |
| Bemvindo Sequeira                     | Zacarías de Jerusalém                        |
| Cláudia Mello                         | Isabel de Jerusalém                          |
| Marcelo Batista                       | Simón el Cirineo                             |
| Saulo Rodrigues                       | Caleb                                        |
| Thales Coutinho                       | Abner                                        |
| Cesar Pezzuoli                        | Saul                                         |
| Bernardo Gugin                        | Youssef Alfeo                                |
| Allan Souza Lima                      | Judas el Galileo                             |
| Ed Oliveira                           | Gadareno                                     |
| Camila Amado                          | Ana                                          |
| Cássio Pandolph                       | Melchor                                      |
| Tatsu Carvalho                        | Gaspar                                       |
| Cridemar Aquino                       | Baltasar                                     |
| Jonatas Faro                          | Lucas el Evangelista                         |
| Igor Rickli                           | Pablo de Tarso                               |
| Adriana Birolli                       | Cívia Yafo                                   |
| Jaqueline Macoeh                      | Ayana sierva de Jairo                        |
| Giuliano Lafayette                    | Givón                                        |
| Tiago Marques                         | Jonatán                                      |